# Solo (música)

Detalhe da pintura "Um solo" (1855), de Carl Spitzweg

Solo, em música, é o desempenho de um só instrumento ou cantor ou o trecho musical por estes executado. A palavra "solo" vem da língua italiana e significa "sozinho", "a sós". O instrumentista ou cantor que executa um solo é chamado de "solista". O cantor solista que está à frente de uma banda de música popular é chamado de vocalista.